# HMAS Childers (ACPB 93)
Le HMAS Childers (ACPB 93) est un patrouilleur de classe Armidale de la Royal Australian Navy (RAN). Nommé d’après les villes de Childers, dans le Queensland, et de Childers, dans l’État de Victoria, le HMAS Childers est le seul navire de la RAN à porter le nom de deux villes.

## Conception et construction
Les patrouilleurs de la classe Armidale mesurent 56,8 mètres de long, avec une largeur de 9,7 mètres, un tirant d'eau de 2,7 mètres et un déplacement standard de 270 tonnes. Leur coque en V à mi-carène est fabriquée en alliage d’aluminium, et chaque navire est construit selon une combinaison des normes Det Norske Veritas pour les engins légers à grande vitesse et des exigences de la RAN. Les patrouilleurs de classe Armidale peuvent se déplacer à une vitesse maximale de 25 nœuds (46 km/h) et sont propulsés par deux arbres d'hélice, chacun relié à un moteur Diesel MTU 16V M70. Les navires ont une autonomie de 3000 milles marins (5600 km) à une vitesse de 12 nœuds (22 km/h), ce qui leur permet de patrouiller autour des territoires lointains de l’Australie. Ils sont conçus pour des patrouilles standards de 21 jours, avec une autonomie maximale de 42 jours,.
L’armement principal des patrouilleurs de classe Armidale est un affût stabilisé de canon Rafael Typhoon, équipé d’un canon mitrailleur de 25 millimètres M242 Bushmaster. Deux mitrailleuses de 12,7 millimètres (0,50 pouce) sont également transportées. Les opérations d’embarquement sont effectuées par deux bateaux pneumatiques semi-rigides (RHIB) de 7,2 mètres propulsés par hydrojet. Chaque RHIB est stocké dans son bossoir dédié, et est capable d’opérer indépendamment du patrouilleur car il transporte son propre équipement de communication, de navigation et de sécurité,.
Chaque patrouilleur dispose d’un équipage standard de 21 personnes, avec un maximum de 29 personnes,,. Un compartiment d’hébergement auxiliaire de 20 couchettes a été inclus dans la conception pour le transport de soldats, de pêcheurs illégaux ou d’immigrants clandestins arrêtés en mer. Dans les deux derniers cas, le compartiment peut être fermé de l’extérieur. Cependant, un dysfonctionnement dans les installations de traitement des eaux usées à bord du HMAS Maitland en août 2006 a envoyé du sulfure d'hydrogène et du monoxyde de carbone dans le compartiment, intoxicant quatre marins travaillant à l’intérieur, sans causer leur mort. Après cela, l’utilisation du compartiment pour l’hébergement a été interdite dans toute la classe,.

## Historique opérationnel
Le HMAS Childers a été construit par Austal à son chantier naval de Henderson, en Australie-Occidentale. Il a été lancé le 18 décembre 2006 et mis en service le 7 juillet 2007 à Cairns, dans le Queensland.
Affecté à la division Ardent, le HMAS Childers est basé à Cairns et effectue des patrouilles de protection des frontières et de protection des pêches.
Le 13 mars 2013, le HMAS Childers et l’équipage de l’Ardent Six (Lieutenant commander Chris Brough) ont récupéré 77 survivants d'un navire ayant fait naufrage à 60 milles marins au nord des îles Ashmore-et-Cartier. Ce jour-là, vers 15 heures, un avion Dash 8 des douanes et de la protection des frontières effectuait une surveillance aérienne de routine dans la zone lorsqu’il a aperçu ce qui semblait être un navire en train de couler, avec un certain nombre de personnes à la mer à proximité. Le Centre de coordination des opérations de sauvetage d’Australie, par l’intermédiaire de la Force opérationnelle interarmées (FOI) 639, a envoyé le HMAS Childers porter secours. Trois avions et trois navires marchands ont également été déroutés sur les lieux pour aider. Un peu plus d’une heure après son arrivée sur les lieux, le HMAS Childers avait récupéré tous les survivants du navire. Un avion Dornier de l’Autorité australienne de sécurité maritime a poursuivi ses recherches aériennes et a confirmé qu’aucune autre personne ne se trouvait dans l’eau.
En janvier 2014, le HMAS Childers s’est rendu en Birmanie dans le cadre des efforts du gouvernement australien pour renforcer les relations avec le gouvernement du Myanmar. Il était le premier navire de la RAN à visiter ce pays depuis le HMAS Quiberon en 1959.
En juillet 2022, alors qu’il était au chantier naval Norship à Cairns, le HMAS Childers a porté assistance à un navire civil nommé Experience qui a subi une panne de moteur. Les membres de l’équipage du HMAS Childers qui travaillaient sur le pont supérieur ont remarqué que le navire civil dérivait rapidement vers eux, et il semblait ne pas manœuvrer normalement. Les membres d’équipage du HMAS Childers ont rapidement alerté les autres personnes à proximité et ont lancé des lignes d’amarrage aux personnes à bord de l'Experience. L’équipage a réussi à empêcher le navire d’entrer en collision avec le HMAS Childers, des bollards et d’autres navires voisins. M. Tom O’Donohue, le propriétaire de l'Experience, a déclaré qu’ils avaient été pris dans un courant de 6 nœuds et avaient failli entrer en collision avec une barge SeaSwift à proximité. Une ligne a été fixée avec succès à la proue et l'Experience a été sécurisé. L’équipage du HMAS Childers a offert une assistance médicale aux deux hommes à bord et a contacté les autorités portuaires. Le HMAS Childers terminait alors une période de maintenance prolongée, et n’a été remis en service que quelques jours après l’incident.

## Commandants
- Lieutenant commander Stephen Gaisford[14],[15].